# Pupillenstarre
Eine Pupillenstarre bedeutet das Fehlen einer Reaktion der Pupille auf einen Lichtreiz, sowie der Konvergenzmiosis. Es werden  drei Formen unterschieden:
Bei der absoluten Pupillenstarre ist der Nervus oculomotorius, der vom Gehirn aus zu einigen inneren und äußeren Augenmuskeln zieht, in seiner Reizweiterleitung unterbrochen. Bereits eine Schädigung des parasympathischen Anteiles, der vom Ncl. accessorius nervi oculomotorii her kommt, reicht aus, um eine absolute Pupillenstarre auszulösen. In der Regel handelt es sich jedoch um eine Schädigung des gesamten Nervs. Das befallene Auge kann trotz der Nervenschädigung sehen. Ein Lichteinfall führt zur indirekten (konsensuellen) Pupillenverengung am gesunden Auge.
Bei der amaurotischen Pupillenstarre liegt eine Störung der Wahrnehmung des Lichtreizes vor. Ein Auge, das vollkommen blind ist, liefert auch keinen Reiz ans Gehirn, der die Verengung der Pupille veranlassen würde. Ursache ist eine Schädigung der pupillosensorischen Fasern im Sehnerv. Die Pupille selbst und alle sie versorgenden Nerven sind dabei intakt. Bei Belichtung des anderen, sehenden Auges verengen sich daher beide Pupillen, wie dies auch beim Gesunden der Fall ist.
Bei der reflektorischen Pupillenstarre schließlich fehlt (meist beidseitig) die Reaktion auf Lichtreize, die auf Konvergenz dagegen nicht. Dies beruht auf einer Unterbrechung der Fasern zwischen der prätektalen Region, wo reflektorische Bahnen zum pupillomotorischen Ncl. accessorius nervi oculomotorii hin abbiegen, und letzterem Kern selbst. Die Reaktion auf Konvergenz ist Teil eines neurophysiologischen Reflexkreises, der sog. Naheinstellungstrias. Die reflektorische Pupillenstarre bei Neurolues heißt Argyll-Robertson-Zeichen.
Eine reflektorische Pupillenstarre ist selten und darf nicht mit der wesentlich häufiger vorkommenden Pupillotonie verwechselt werden.